# Уалдо (окръг, Мейн)
Окръг Уалдо (на английски: Waldo County) е окръг в щата Мейн, Съединени американски щати. Площта му е 2209 km², а населението – 39 364 души (2016). Административен център е град Белфаст.